# 김경인
김경인(1925년 8월 3일~2001년 9월 1일)은 대한민국의 정치인이다. 제8·9대 국회의원을 지냈다.

## 역대 선거 결과
|  | 54.12% |

|  | 17.46% |

|  | 15.76% |